# 2월 13일
2월 13일은 그레고리력으로 44번째(윤년일 경우도 44번째) 날에 해당한다.

## 사건
- 1689년 - 메리 2세, 영국 국왕이 즉위하다.
- 1895년 - 조선의 정치인 윤치호가 조선 최초로 자기 집 노비들을 풀어주었다.[1]
- 1898년 - 대한제국 고종이 경운궁 태극전을 중화전으로 개칭하다.
- 1945년 - 제2차 세계 대전: 영국과 미국 공군이 독일 작센주 드레스덴을 폭격하여, 수만 명의 시민이 사망하다.
- 1946년 - 미군정기 한국의 CIC 서울지부(CIA 한국지부의 전신) 지부장으로 미국 육군 대위 스위프트가 서울특별자유시로 부임하였다.
- 1951년 - 지평리 전투가 시작됐다.
- 1960년 - 프랑스가 원자폭탄 실험에 성공하다.
- 1974년 - 노벨 문학상 수상자인 알렉산드르 솔제니친이 소비에트 연방에서 추방되다
- 1992년 - 몽골 인민 공화국이 해체되고 이원집정부제 구조의 몽골 공화국이 수립되다.
- 2019년 - 마케도니아 공화국의 공식 국명이 북마케도니아 공화국으로 변경되다.[2]

## 문화
- 1961년 - 한국에서 민족일보가 창간되다.
- 2015년 - 한국어 위키백과 30만 문서 달성 기념 모임이 강남 파이낸스 센터에서 열리다.

## 탄생
- 1457년 - 저지대 국가의 통치자 마리 드 부르고뉴 여공작. (~1482년)
- 1464년 - 조선의 문신 김일손. (~1498년)
- 1599년 - 제237대 로마의 교황 교황 알렉산데르 7세. (~1667년)
- 1805년 - 독일의 수학자 페터 구스타프 르죈 디리클레. (~1859년)
- 1857년 - 김연국. (~1944년)
- 1887년 - 미국의 배우 존 레이. (~1940년)
- 1910년 - 미국의 물리학자 윌리엄 쇼클리. (~1989년)
- 1913년
  - 사우디아라비아의 제4대 국왕 칼리드 빈 압둘아지즈 알사우드. (~1982년)
  - 덴마크의 군인 카이 베르트람센. (~1944년)
- 1915년
  - 미얀마의 독립운동가, 혁명가 아웅 산. (~1947년)
  - 미국의 배우 라일 벨트거. (~2003년)
- 1918년 - 대한민국의 군인 송요찬. (~1980년)
- 1923년 - 미국의 군인 척 예거. (~2020년)
- 1925년 - 대한민국의 시인 김규동. (~2011년)
- 1930년
  - 영국 태생 미국의 오스트리아 학파, 경제학자 이즈리얼 커즈너.
  - 미국의 배우, 각본가 프랭크 벅스튼. (~2018년)
- 1933년 - 미국의 배우 킴 노백.
- 1937년 - 일본의 전 축구 선수, 축구 감독 니노미야 히로시.
- 1940년 - 대한민국의 성우 정승현.
- 1944년 - 미국의 방송인 제리 스프링거. (~2023년)
- 1945년
  - 대한민국의 배우 남성훈. (~2002년)
  - 대한민국의 모델, 배우 정인숙. (~1970년)
- 1946년 - 포르투갈의 축구 선수, 축구 감독 아르투르 조르즈. (~2024년)
- 1948년
  - 대한민국의 기업인, 정치인, 제14·15대 국회의원 이재명.
  - 멕시코의 영화배우 키튼 나티비더드. (~2022년)
- 1950년 - 대한민국의 성우 주희.
- 1953년 - 대한민국의 정치인, 지방자치단체장 권영세.
- 1957년 - 일본의 권투 선수 오기와라 치하루. (~2024년)
- 1958년 - 스웨덴의 배우 페르닐라 아우구스트.
- 1960년
  - 이탈리아의 축구 심판 피에를루이지 콜리나.
  - 미국의 배우 맷 샐린저.
- 1963년
  - 대한민국의 프리랜서 아나운서, 방송인 김병찬.
  - 대한민국의 가수 희승연.
  - 이란의 배우 로야 노나할리.
- 1964년 - 일본의 희극인 데가와 테츠로.
- 1965년 - 일본의 성우 유키 히로.
- 1966년 - 미국의 배우 닐 맥도너.
- 1968년 - 아일랜드의 가수 니브 캐버노.
- 1970년
  - 대한민국의 전 야구 선수 안경현.
  - 대한민국의 배우 박희순.
- 1972년 - 대한민국의 배우 김상경.
- 1974년 - 영국의 싱어송라이터 로비 윌리엄스.
- 1975년 - 대한민국의 음악 감독, 스코어에디터 서성원.
- 1976년 - 대한민국의 배우, 희극인 김종석.
- 1977년
  - 대한민국의 배우, 희극인 정정아.
  - 대한민국의 배우 최리호.
  - 루마니아의 권투 선수 도렐 시미온.
- 1978년 - 대한민국의 나레이터 도우미 모델 강보영.
- 1979년
  - 대한민국의 배우 김태호. (~2009년)
  - 멕시코의 축구 선수 라파엘 마르케스.
  - 미국의 모델 겸 배우 미나 수바리.
- 1980년
  - 대한민국의 배우 이상우.
  - 독일의 축구 선수 제바스티안 켈.
  - 일본의 전 축구 선수 미카미 다쿠야.
- 1981년
  - 브라질의 축구 선수 루이장.
  - 대한민국의 현 야구 코치, 전 야구 선수 정재복.
  - 대한민국의 가수 김시연.
  - 아일랜드의 축구 선수 리엄 밀러. (~2018년)
- 1982년
  - 대한민국의 가수, 성우, 뮤지컬 배우 라준.
  - 대한민국의 배구 선수 윤봉우.
  - 대한민국의 가수 윤도.
- 1983년 - 대한민국의 배우 금호석.
- 1984년
  - 일본의 성우 미나.
  - 미국의 성우 브리나 펄렌시아.
  - 대한민국의 전직 스타크래프트 프로게이머 전태규.
  - 이탈리아의 축구 선수 니코 풀체티.
- 1985년
  - 대한민국의 배우 곽지민.
  - 대한민국의 배우 박기웅.
  - 대한민국의 배우 신정윤.
  - 대한민국의 배우, 모델 서해원. (본명:박국선)
  - 대한민국의 작곡가 M2U. (본명:신동휘)
  - 그리스의 축구 선수 알렉산드로스 치올리스.
- 1986년
  - 대한민국의 성우 소정환.
  - 대한민국의 레이싱 모델 최슬기.
  - 영국 스코틀랜드의 복식 전문 테니스 선수 제이미 머리.
- 1987년 - 대한민국의 가수,음악가 강아솔.
- 1988년
  - 대한민국의 배우 허이슬.
  - 미국의 야구 선수 라이언 고인스.
- 1989년
  - 대한민국의 배우 강윤.
  - 대한민국의 레이싱 모델 유리안.
- 1990년
  - 대한민국의 야구 선수 홍상삼.
  - 대한민국의 축구 선수 윤석영.
  - 대한민국의 전 스타크래프트 프로게이머 박지수.
  - 프랑스의 축구 선수 마마두 사코.
- 1991년
  - 대한민국의 레이싱 모델 유다솜.
  - 프랑스의 축구 선수 엘리아킴 망갈라.
  - 스웨덴의 축구 선수 폰투스 얀손.
  - 대한민국의 기상 캐스터 김하윤.
- 1992년
  - 대한민국의 인터넷 방송인 진용진.
  - 대한민국의 야구 선수 이케빈.
  - 대한민국의 축구 선수 임창우.
- 1993년
  - 대한민국의 모델 송수빈.
  - 대한민국의 미스코리아 출신 군인, 항공 승무원 유지혜.
  - 일본의 배우 아리무라 카스미.
  - 이탈리아의 펜싱 선수 안드레아 산타렐리.
- 1994년
  - 네덜란드의 축구 선수 멤피스 데파이.
  - 대한민국의 전 가수, 배우 김재용.
  - 대한민국의 뮤지컬 배우 최재웅.
- 1995년 - 대한민국의 야구 선수 이건욱.
- 1996년 - 대한민국의 가수 노이.
- 1997년
  - 대한민국의 유튜버 김블루.
  - 대한민국의 아나운서 김가현.
  - 팝의 황제 마이클 잭슨의 첫째 아들 마이클 조셉 잭슨 주니어.
- 1998년 - 대한민국의 가수 김범수.
- 1999년 - 대한민국의 모델 정민지.
- 2000년 - 대한민국의 가수, 모델 한이슬.
- 2001년
  - 대한민국의 치어리더 이예빈.
  - 대한민국의 가수 유엘.
- 2002년
  - 미국의 배우 소피아 릴리스.
  - 대한민국의 유튜버 비디오 빌리지 차진혁.
- 2003년
  - 캐나다의 배우 케나디 주르댕브롬레.
  - 대한민국의 배우 김진영.
- 2004년 - 대한민국의 배우 류한비.

### 미상
- 대한민국의 천주교 신부 문규현.
- 대한민국의 가수, 보컬트레이너 조혜진. (트윈나인)

## 사망
- 1542년 - 헨리 8세의 5번째 왕비 캐서린 하워드. (1523년~)
- 1571년 - 르네상스 시대 이탈리아의 조각가, 화가, 음악가 벤베누토 첼리니. (1500년~)
- 1883년 - 독일의 작곡가 리하르트 바그너. (1813년~)
- 1967년 - 일본의 실업가 아이카와 요시스케. (1880년~)
- 2000년 - 대한민국의 포크 팝 가수 겸 대중음악 작곡가 이승희. (1954년~)
- 2004년 - 이츠케리아 체첸 공화국의 제2대 대통령 젤림한 얀다르비예프. (1952년~)
- 2016년 - 미국의 대법관 앤터닌 스컬리아. (1936년~)
- 2017년
  - 조선민주주의인민공화국의 정치인 김정남. (1971년~)
  - 일본의 영화 감독 스즈키 세이준. (1923년~)
- 2018년 - 덴마크의 왕자 덴마크 여왕 부군 헨리크. (1934년~)
- 2021년
  - 터키의 정치인 카디르 토프바시. (1945년~)
  - 소련의 역도 선수 유리 블라소프. (1935년~)
- 2022년 - 대한민국의 건축가 이수형. (1941년~)
- 2023년
  - 대한민국의 야구 선수 김태업. (1962년~)
  - 일본의 만화가 마쓰모토 레이지. (1938년~)
  - 파키스탄의 영화배우 지아 모헤딘. (1931년~)
- 2024년
  - 캐나다의 유튜버 Twomad. (2000년~)
  - 대한민국의 화학자 장세헌. (1923년~)
- 2025년 - 미국의 정치인 짐 가이 터커. (1943년~)

## 기념일
- 세계 라디오의 날(World Radio Day): 2011년 유네스코 총회에서 교육, 표현의 자유, 공개 토론, 속보 전달 등의 매개체가 된 라디오를 기념하기 위해 매년 2월 13일을 '세계 라디오의 날'로 지정.

## 같이 보기
- 전날: 2월 12일 다음날: 2월 14일 - 전달: 1월 13일 다음달: 3월 13일
- 음력: 2월 13일
- 모두 보기